# Heiteres und Ernstes um den großen König
Heiteres und Ernstes um den großen König è un cortometraggio del 1936 diretto da Phil Jutzi: diviso in due parti, il primo episodio ha il titolo Der Alte Fritz und der Invalide, il secondo Der Alte Fritz und der Jäger Kappel.

## Produzione
Il film fu prodotto dall'Ulrich & Neuß K.U.-Filmproduktions- und Vertriebs-GmbH

## Distribuzione
Fu distribuito dalla Terra-Filmverleih. Venne proiettato in prima a Berlino il 24 aprile 1936 al Titania-Palast, U.T. Friedrichstraße e U.T. Kurfürstendamm.